# Suhpalacsa microstigma
Suhpalacsa microstigma is een insect uit de familie van de vlinderhaften (Ascalaphidae), die tot de orde netvleugeligen (Neuroptera) behoort. 
Suhpalacsa microstigma is voor het eerst wetenschappelijk beschreven door Navás in 1931.